# MG C-type

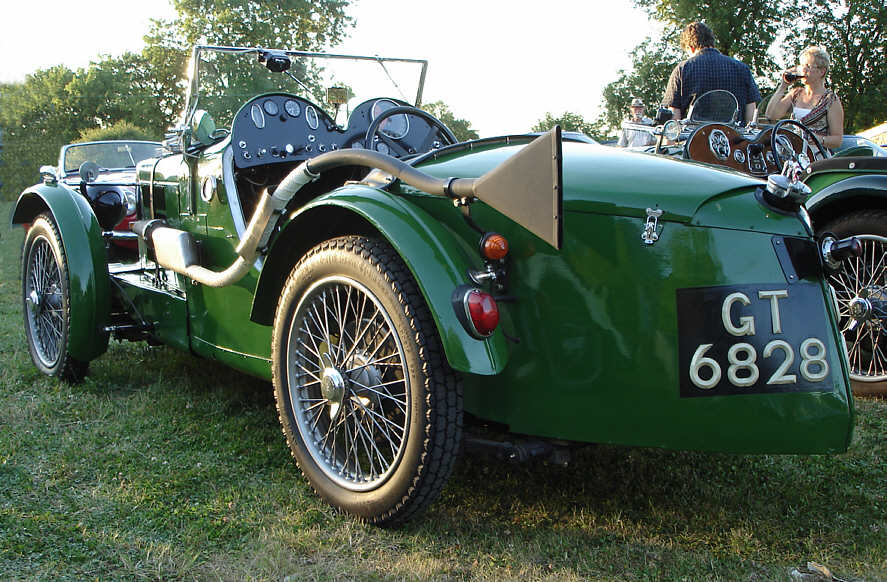
La queue pointue de la type C

La MG type C est une voiture de sport de la marque anglaise MG produite entre 1931 et 1932. Elle a été conçue pour la compétition et est basée sur la Type M Midget. Une voiture spéciale, EX120, a été développée à partir de la M-Type pour George Eyston qui voulait faire une tentative de record de 24 heures dans la classe des 750 cm³ à l'Autodrome de Montlhéry. La tentative a été un succès et une série de répliques de voitures ont été fabriquées, qui sont devenues la C-Type.
La voiture utilise une version syntonisée à course courte (73 mm) du moteur à arbre à cames en tête à entraînement à engrenages des Morris Minor et Wolseley 10 de 1928 avec un seul carburateur SU et un nouveau vilebrequin produisant 44 cv (33 kW) à 6400 tr/min. Elle était disponible à partir de 1932 avec une culasse à écoulement croisé vue plus tard sur la MG type J, et une version à compresseur Powerplus est également disponible, délivrant 52,4 cv (39,1 kW) à 6500 tr/min. La propulsion des roues arrière se fait par l'intermédiaire d'une boite à quatre vitesses non-synchronisée. Le châssis est nouveau et a la forme d'une échelle avec une croix tubulaire centrale, et passe sous l'essieu arrière. La suspension utilise des ressorts semi-elliptiques et des amortisseurs à frottement Hartford avec des essieux avant et arrière rigides. Les roues à rayons sont à verrouillage central. La voiture a un empattement de 81 pouces (2057 mm) et une voie de 42 po (1067 mm).
La carrosserie, qui n'avait pas de portes, était en métal sur un cadre en frêne et avait une queue pointue qui soutenait la roue de secours et des ailes avant de type cycle. Par après les voitures ont eu un arrière plus classique, avec un réservoir de carburant de type dalle. Le tuyau d'échappement est acheminé à l'extérieur de la voiture et se termine en une spectaculaire queue de poisson. Les voitures de record disposent d'un capot simplifié sur le radiateur, qui n'était généralement pas monté sur les voitures de série car il pouvait causer une surchauffe si des vitesses élevées n'étaient pas maintenues.
La voiture standard coûtait £295 ou £345 pour la version à compresseur, allant jusqu'à £490 et £575 à la fin de la production.
Les C-Type ne furent pas utilisées que pour le record à Montlhéry, elles participèrent à beaucoup d'autres compétitions parmi lesquelles le Double Twelve event à Brooklands, où une équipe d'usine de quatorze voitures s'aligna en 1931 pour s'approprier les cinq premières places.